# La Foradada del Toscar
La Foradada de Toscar és una vila i municipi de la Baixa Ribagorça. Oficialment pertany a la província d'Osca, a Aragó. Està situat a 980 metres d'altitud, a la dreta del barranc de Foradada (afluent de l'Éssera).
L'any 1981 el municipi tenia 304 habitants.

## Entitats de població
- Espluga i Vacamorta (pertanyents a l'antic terme de Merli) són catalanoparlants. A la resta del municipi es parla aragonès.
- Las Colladas. L'any 1991 el llogaret tenia 15 habitants.[3]
- la Cort. L'any 1991 el llogaret tenia 2 habitants.[4]
- les Corts. Està situat a metres 860 sobre el nivell de la mar. L'any 1991 el llogaret tenia 9 habitants.[5]
- Morillo de Liena. Està situat a metres 649 sobre el nivell de la mar, a l'esquerra del riu Éssera.[6] L'any 1991 el llogaret tenia 84 habitants.[7]
- Navarri, pròxim a Morillo de Liena al marge dret de l'Éssera i al peu de la serra de Campanué.[8] L'any 2009 el llogaret tenia 16 habitants.[9]
- Senz. Està situat a 925 metres sobre el nivell de la mar, a la dreta del barranc de Viu. L'any 2009 el llogaret tenia 24 habitants.[10]
- Viu. L'any 2009 el llogaret tenia 30 habitants. Està situat a la zona aragonesa de l'antic comtat de Ribagorça.[11]

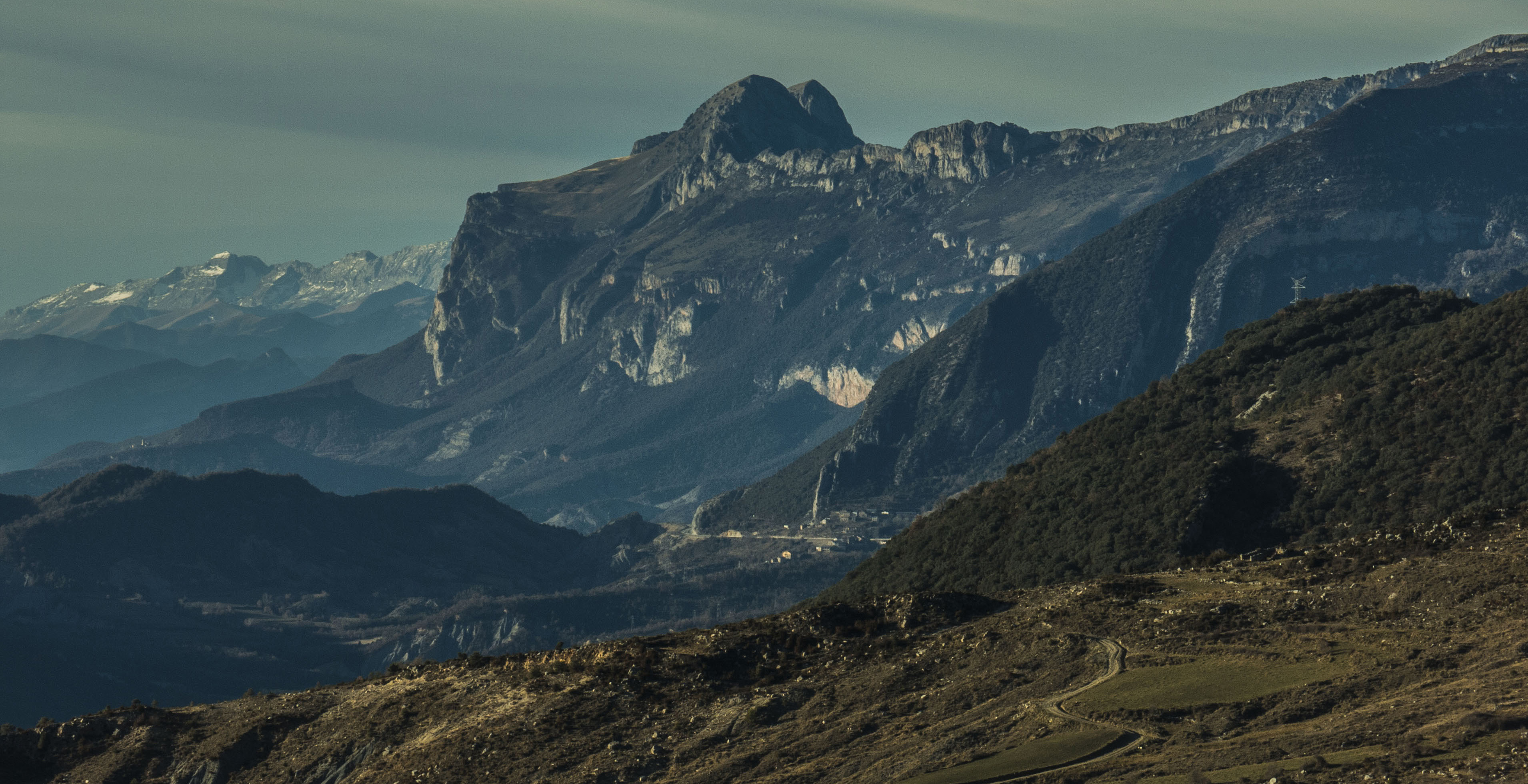
La Foradada del Toscar està situat als peus de la Serra Ferrera, Prepirineus aragonesos